# Erich Greiner
Erich Rudolph Hermann Greiner (* 4. Mai 1877 in Magdeburg; † 7. August 1953 in Schellerhau) war ein deutscher Jurist und Ministerialbeamter.

## Leben
Erich Greiner, Sohn des Magdeburger Kaufmanns Berthold Greiner, besuchte das Gymnasium Burg bei Magdeburg. Von 1906 bis 1910 studierte er Rechtswissenschaften, Geschichte und Volkswirtschaftslehre. Er promovierte 1910 an der Universität Heidelberg mit dem Thema Die Nachschußpflicht des Reichsgesetzes betreffend die Gesellschaften mit beschränkter Haftung vom 20. April 1892. Anschließend wurde er Kreisgerichtsreferendar.
1914 wurde er Gerichtsassessor und war bis 1918 als Kavallerieoffizier im Kriegseinsatz. Er erreichte den Dienstgrad als Rittmeister der Reserve.
1919 wurde er Regierungsassessor und trat in die höhere Beamtenlaufbahn ein. An das Reichsfinanzministerium wurde er 1921 als Oberregierungsrat berufen. Ein Jahr später wurde er zum Ministerialrat befördert und war im Reichsfinanzministerium in der Unterabteilung für Haushalte tätig. 1933 wurde der national-konservative Greiner zum Ministerialdirektor befördert. Nach der Errichtung des Reichsministeriums für Volksaufklärung und Propaganda (RMVP) im März 1933 wurde er Leiter der dortigen Abteilung I (Verwaltung und Recht). Ende des Jahres bestand Greiner bei den Beratungen für den Haushalt 1934 darauf, dass die gesamten Rundfunkgebühren dem RMVP zugeschlagen werden. Dies wurde letztendlich durchgesetzt und damit eine gute finanzielle Grundlage für das RMVP geschaffen. Nach der Teilung der Verwaltungsabteilung blieb Greiner bis Juli 1942 als Leiter der Verwaltung im Ministerbüro des RMVPs und wurde anschließend im November 1942 aus dem Beamtendienst entlassen.
In dieser Position hatte er Anfang 1940 den Auftrag erhalten, den Staatssekretär Roland Freisler zu kontaktieren, um das Abhören von „Feindsendern“ härter zu bestrafen. Zwei Jahre Zuchthaus war als zu gering eingestuft worden. In einer darauffolgenden Abschreckungskampagne wurden immer schwerere Urteile verhängt und der Bevölkerung kommuniziert. Trotzdem stiegen die Zahlen, und so beauftragte Goebbels Greiner Ende Oktober 1940 erneut, Kontakt mit Staatssekretär Freisler aufzunehmen, um innerhalb kürzester Zeit noch härtere Strafen zu veröffentlichen. Greiners Einsatz entsprach anscheinend nicht den Erwartungen, sodass Goebbels kurze Zeit später den Ministerialdirektor Leopold Gutterer mit der Aufgabe betraute.
1941 wurde er, schon über sechzig Jahre alt, zur Wehrmacht verpflichtet.
Greiner war vor 1919 bis 1925 Mitglied der DNVP gewesen. Gemeinsam mit Ernst Seeger gehörte er zu den beiden einzigen Beamten der zweiten und dritten Führungsebene des RMVPs, welche nicht in der NSDAP waren.
Nach dem Zweiten Weltkrieg blieb er in der Sowjetischen Besatzungszone und späteren DDR und starb 1953 in Schellerhau im sächsischen Erzgebirge.